# Arcinges
Arcinges är en kommun i departementet Loire i regionen Auvergne-Rhône-Alpes i centrala Frankrike. Kommunen ligger i kantonen Belmont-de-la-Loire som tillhör arrondissementet Roanne. År 2022 hade Arcinges 217 invånare.

## Befolkningsutveckling
Antalet invånare i kommunen Arcinges
| Referens: INSEE |